# Eudactylina insolens
Eudactylina insolens är en kräftdjursart som beskrevs av T. Scott och A. Scott 1913. Eudactylina insolens ingår i släktet Eudactylina och familjen Eudactylinidae. Inga underarter finns listade i Catalogue of Life.